# Rifugio Vicenza
Il rifugio Vicenza al Sassolungo (in tedesco Langkofelhütte) è un rifugio situato in val Gardena in Alto Adige, tra il gruppo del Sassopiatto e quello del Sassolungo, a 2.256 metri di altitudine.
È un'ottima base di partenza per la ferrata Schuster e per il giro dei gruppi montuosi sopracitati, nonché di svariate arrampicate.

## Storia

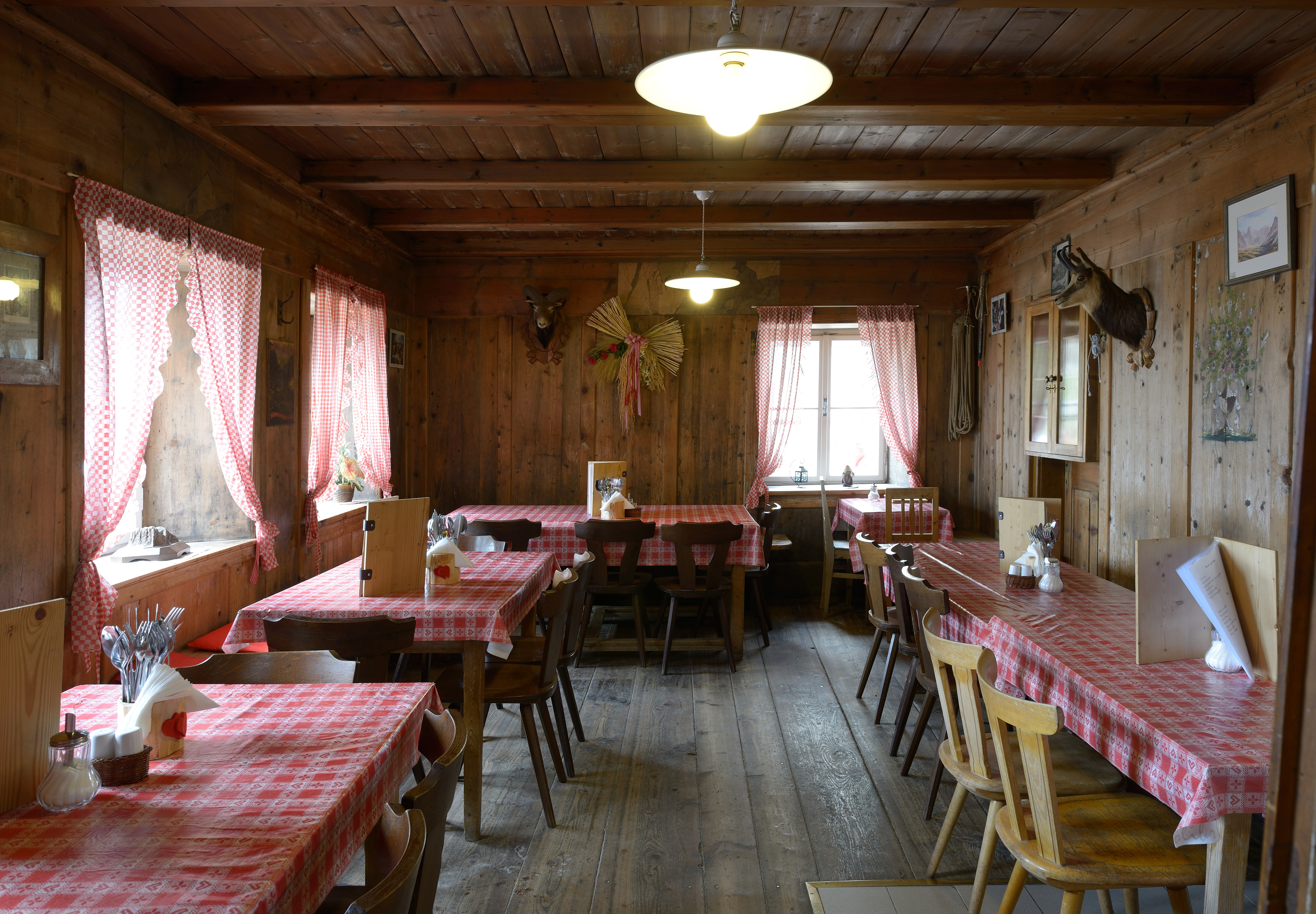
Sala da pranzo storica nel rifugio

Il rifugio è stato costruito nel 1903 dalla sezione di Vienna del DÖAV e restaurato con il contributo, anche economico dopo la prima guerra mondiale, della sezione di Vicenza del CAI, a cui venne affidato.

## Caratteristiche e informazioni
Il rifugio dispone di 69 posti letto e possiede un ristorante.

## Accessi
È possibile raggiungere il rifugio da:
- monte Pana (1.636 m), attraverso i Pian di Confì (sentiero n. 525), in 3 ore;
- mont de Sëura (2.021 m), attraverso la forcella Ciaulong Sattel (2.113 m), sentiero n. 526, in 1 ora;
- passo Sella (2.180 m), attraverso il rifugio Emilio Comici al Piz Sella (2.153 m), sentiero n. 526; poi attraverso la forcella Ciaulong (2.113 m), in 2 ore;
- passo Sella, attraverso la forcella del Sassolungo, in 1,5 ore;
- rifugio Toni Demetz alla forcella del Sassolungo (2.681 m), in 40 minuti;
- rifugio Sassopiatto, attraverso i sentieri n. 9 e 527, in 1,5 ore.

## Ascensioni
Dal rifugio Vicenza è possibile salire al:
- Sassopiatto (2.969 m), attraverso la ferrata Schuster, in 2,5 ore.

## Traversate
Dal rifugio Vicenza è possibile raggiungere:
- il rifugio Toni Demetz alla Forcella del Sassolungo (2.681 m), in 1,5 ore;
- il rifugio Sassopiatto (2.300 m), in 1,5 ore;
- il rifugio Emilio Comici al Piz Sella (2.153 m), attraverso la forcella Ciaulong Sattel (2.113 m), in 2 ore;
- il rifugio Passo Sella (2.180 m), attraverso la forcella Ciaulong (2.113 m), il rifugio Comici al Piz Sella (2.153 m), in 2 ore.